# کلید (فیلم ۱۳۴۱)
کلید فیلمی به کارگردانی محمود نوذری و ژرژ لیچنسکی و نویسندگی فرانک مهرآسا و محمود نوذری محصول سال ۱۳۴۱ است.

## خلاصه داستان
جمشید از دوستش محمودی، که صندوقدار شرکت است، برای تأمین هزینهٔ درمان مادر بیمارش تقاضای مساعده می‌کند...

## بازیگران
- نصرت‌الله محتشم
- ژاله علو
- گریگوری مارک
- شمسی فضل‌الهی
- عباس شباویز
- احمد قدکچیان
- پرخیده
- نصراله کیوانفر
- منصور سپهرنیا
- بهادری
- اکبر خواجوی
- توروس